# Wang Jun
Wang Jun (kinesiska: 王 軍), född den 20 augusti 1963 i Shandong, Kina, är en kinesisk basketspelare som var med och tog OS-brons 1984 i Los Angeles. Wang är 186 centimeter lång.